# Goera tungusensis
Goera tungusensis là một loài trong họ Goeridae. Loài này phân bố ở miền Cổ bắc và miền Tân bắc.